# Großer Preis von Monaco 2004
Der Große Preis von Monaco 2004 (offiziell Formula 1 Grand Prix de Monaco 2004) fand am 23. Mai auf dem Circuit de Monaco in Monte Carlo statt und war das sechste Rennen der Formel-1-Weltmeisterschaft 2004.

## Berichte

### Hintergründe
Nach dem Großen Preis von Spanien führte Michael Schumacher in der Fahrerwertung mit 18 Punkten vor Rubens Barrichello und mit 26 Punkten vor Jenson Button. In der Konstrukteurswertung führte Ferrari mit 40 Punkten vor Renault und mit 50 Punkten vor BAR-Honda.
Mit Michael Schumacher (fünfmal), David Coulthard (zweimal), Juan Pablo Montoya und Olivier Panis (jeweils einmal) traten vier ehemalige Sieger zu diesem Grand Prix an.

### Training
In Monaco fand der erste Trainingstag traditionell am Donnerstag statt.
Die letzten sechs Teams der Konstrukteursmeisterschaft 2003 waren berechtigt, am Freitag im freien Training ein drittes Auto einzusetzen. Diese Fahrer fuhren am Freitag, traten aber weder im Qualifying noch im Rennen an. Anthony Davidson (BAR-Honda), Björn Wirdheim (Jaguar-Cosworth), Ricardo Zonta (Toyota), Timo Glock (Jordan-Cosworth) und Bas Leinders (Minardi-Cosworth) nahmen in dieser Funktion an den Freitagstrainings teil.
Am Donnerstag war Michael Schumacher mit einer Zeit von 1:14,741 Minuten der Schnellste, gefolgt von Anthony Davidson und Barrichello.
Am Samstag fuhr erneut Michael Schumacher die schnellste Zeit vor Jarno Trulli und Takuma Satō.

### Qualifying
Im ersten Qualifying, in dem die Startpositionen für das zweite Qualifying ermittelt wurden, erzielte Michael Schumacher die schnellste Zeit vor den beiden McLaren von Kimi Räikkönen und Coulthard.
Im Qualifying war dann Trulli mit 1:13,985 Minuten der Schnellste und sicherte sich seine erste Pole-Position vor Ralf Schumacher und Button.

### Rennen
Der Startvorgang musste wiederholt werden, da Panis‘ Toyota zu Beginn der Einführungsrunde in der Startaufstellung stehen blieb. Dem Franzosen gelang es nur mit Hilfe der Mechaniker, das Auto aus der Boxengasse heraus wieder auf die Strecke zu bringen. Das Rennen wurde dadurch um eine Runde verkürzt.
Beim Start behielt Trulli die erste Position. Hinter ihm folgte sein Teamkollege Fernando Alonso, gefolgt von Button, Satō, Räikkönen, Michael Schumacher und Barrichello. Bereits in der ersten Runde begann Rauch aus dem Heck von Satōs Auto aufzusteigen, was immer deutlicher wurde: Der japanische Fahrer setzte sein Rennen jedoch fort und in der dritten Runde gab der Honda-Motor seines BAR nach und überschwemmte die Strecke mit Öl und es entstand eine riesige Rauchwolke. Satō kam von der Strecke ab und die Sicht von den hinter ihm fahrenden Fahrzeuge war deutlich beeinträchtigt; In der folgenden allgemeinen Verlangsamung fuhr Giancarlo Fisichella heftig auf Coulthards McLaren drauf und beendete somit früh das Rennen der beiden.
Um die Strecke von Trümmern und beschädigten Autos zu befreien, brachte die Rennleitung das Safety-Car auf die Strecke, das am Ende der siebten Runde an die Box zurückkehrte. Montoya nutzte den Neustart, um Barrichello in der ersten Kurve zu überholen und sich den sechsten Platz zu sichern; An der Spitze des Rennens setzten sich die beiden Renaults von ihren Verfolgern ab. Der Erste, der in der 13. Runde seinen Boxenstopp einlegte, war Montoya. Dem kolumbianischen Fahrer folgte fünf Runden später Button, während er sechs Runden später Räikkönen folgte. In den folgenden Runden fuhren auch alle anderen Spitzenfahrer an die Box: Am Ende der ersten Serie von Boxenstopps führte Trulli weiterhin vor Alonso, Michael Schumacher, Button und Räikkönen. Der Finne musste jedoch in Runde 27 aufgeben, als in seinem McLaren ein Motorschaden auftrat, der das Team dazu veranlasste, ihn vorsorglich aus dem Rennen zu nehmen.
Gleichzeitig überholte Montoya Nick Heidfeld und belegte den siebten Platz: Allerdings hatte der Kolumbianer aufgrund des frühen Nachtankens Positionen verloren, wodurch er hinter Barrichello und Cristiano da Matta zurückfiel. Zu weiteren Positionswechseln kam es in der 40. Runde, als Alonso bei einem Versuch, Ralf Schumacher zu überholen, aufgrund von Getriebeproblemen langsamer wurde, im Tunnel von der Fahrbahn abkam, die Kontrolle über das Auto verlor und heftig in die Leitplanken prallte. Der Unfall übersäte die Strecke mit Trümmern, so dass das Safety-Car wieder auf die Strecke gebracht werden musste. Alle Fahrer bis auf die beiden Ferrari nutzten die Gelegenheit, zum zweiten Mal aufzutanken. Damit lag Michael Schumacher an der Spitze, gefolgt von Montoya (überrundet), Trulli und Button. In der 45. Runde bereitete sich das Safety-Car darauf vor, an die Box zu gehen: Um die Reifen aufzuwärmen, bremste Michael Schumacher beim Verlassen des Tunnels abrupt und überraschte dabei Montoya, der ihm ins Heck fuhr. Das Auto des Deutschen prallte daraufhin gegen die Leitplanken und wurde irreparabel beschädigt, während Montoya den Unfall unverletzt überstanden und sein Rennen fortsetzen konnte. Am Ende des Grand Prix wurden Montoya und Michael Schumacher zur Rennleitung gerufen, aber keiner von ihnen wurde für den Unfall bestraft. Das Safety Car kehrte jedoch an die Box zurück: Beim Restart führte Trulli vor Button, Barrichello, Montoya, da Matta, Felipe Massa, Heidfeld, Ralf Schumacher, Panis und Zsolt Baumgartner. Der italienische Fahrer baute seinen Vorsprung gegenüber seinen Verfolgern sofort aus, während Barrichello mit einer Tankfüllung weniger nicht in der Lage war, Button, der vor ihm lag, zu überholen. In Runde 52 musste da Matta wegen Geschwindigkeitsüberschreitung in der Boxengasse eine Durchfahrtsstrafe antreten und verlor damit den fünften Platz an Massa. Vier Runden vor Schluss schied Ralf Schumacher aus.
In den Schlussrunden eroberte Button mit weniger als einer Sekunde Rückstand den größten Teil von Trullis Vorsprung zurück. Der Italiener machte jedoch keine Fehler und holte sich den ersten und einzigen Sieg seiner Karriere vor dem Engländer und Barrichello, dem letzten Fahrer in einer Runde. Montoya, Massa, da Matta, Heidfeld und Panis erreichten die restlichen Punkteplatzierungen. Nur neun von 20 Fahrern des Starterfeldes sahen die Zielflagge.
Sowohl in der Fahrer- als auch in der Konstrukteurswertung blieben die ersten drei Positionen unverändert.

## Meldeliste
| Team                       | Nr. | Fahrer               | Chassis        | Motor                 | Reifen |
| -------------------------- | --- | -------------------- | -------------- | --------------------- | ------ |
| Scuderia Ferrari Marlboro  | 01  | Michael Schumacher   | Ferrari F2004  | Ferrari 3.0 V10       | B      |
| Scuderia Ferrari Marlboro  | 02  | Rubens Barrichello   | Ferrari F2004  | Ferrari 3.0 V10       | B      |
| BMW.WilliamsF1 Team        | 03  | Juan Pablo Montoya   | Williams FW26  | BMW 3.0 V10           | M      |
| BMW.WilliamsF1 Team        | 04  | Ralf Schumacher      | Williams FW26  | BMW 3.0 V10           | M      |
| West McLaren Mercedes      | 05  | David Coulthard      | McLaren MP4-19 | Mercedes-Benz 3.0 V10 | M      |
| West McLaren Mercedes      | 06  | Kimi Räikkönen       | McLaren MP4-19 | Mercedes-Benz 3.0 V10 | M      |
| Mild Seven Renault F1 Team | 07  | Jarno Trulli         | Renault R24    | Renault 3.0 V10       | M      |
| Mild Seven Renault F1 Team | 08  | Fernando Alonso      | Renault R24    | Renault 3.0 V10       | M      |
| Lucky Strike BAR Honda     | 09  | Jenson Button        | BAR 006        | Honda 3.0 V10         | M      |
| Lucky Strike BAR Honda     | 10  | Takuma Satō          | BAR 006        | Honda 3.0 V10         | M      |
| Lucky Strike BAR Honda     | 35  | Anthony Davidson     | BAR 006        | Honda 3.0 V10         | M      |
| Sauber Petronas            | 11  | Giancarlo Fisichella | Sauber C23     | Petronas 3.0 V10      | B      |
| Sauber Petronas            | 12  | Felipe Massa         | Sauber C23     | Petronas 3.0 V10      | B      |
| Jaguar Racing              | 14  | Mark Webber          | Jaguar R5      | Cosworth 3.0 V10      | M      |
| Jaguar Racing              | 15  | Christian Klien      | Jaguar R5      | Cosworth 3.0 V10      | M      |
| Jaguar Racing              | 37  | Björn Wirdheim       | Jaguar R5      | Cosworth 3.0 V10      | M      |
| Panasonic Toyota Racing    | 16  | Cristiano da Matta   | ToyotaTF104    | Toyota 3.0 V10        | M      |
| Panasonic Toyota Racing    | 17  | Olivier Panis        | ToyotaTF104    | Toyota 3.0 V10        | M      |
| Panasonic Toyota Racing    | 38  | Ricardo Zonta        | ToyotaTF104    | Toyota 3.0 V10        | M      |
| Jordan-Ford                | 18  | Nick Heidfeld        | Jordan EJ14    | Ford 3.0 V10          | B      |
| Jordan-Ford                | 19  | Giorgio Pantano      | Jordan EJ14    | Ford 3.0 V10          | B      |
| Jordan-Ford                | 39  | Timo Glock           | Jordan EJ14    | Ford 3.0 V10          | B      |
| Minardi F1 Team            | 20  | Gianmaria Bruni      | Minardi PS04B  | Cosworth 3.0 V10      | B      |
| Minardi F1 Team            | 21  | Zsolt Baumgartner    | Minardi PS04B  | Cosworth 3.0 V10      | B      |
| Minardi F1 Team            | 40  | Bas Leinders         | Minardi PS04B  | Cosworth 3.0 V10      | B      |

Anmerkungen
1. 1 2 3 4 5  Nahm nur am Donnerstagstraining teil.

## Klassifikationen

### Qualifying
| Pos. | Fahrer               | Konstrukteur     | Q1       | Q2       | Start |
| ---- | -------------------- | ---------------- | -------- | -------- | ----- |
| 01   | Jarno Trulli         | Renault          | 1:14,993 | 1:13,985 | 01    |
| 02   | Ralf Schumacher      | Williams-BMW     | 1:14,483 | 1:14,345 | 12    |
| 03   | Jenson Button        | BAR-Honda        | 1:14,799 | 1:14,396 | 02    |
| 04   | Fernando Alonso      | Renault          | 1:14,816 | 1:14,408 | 03    |
| 05   | Michael Schumacher   | Ferrari          | 1:15,927 | 1:14,516 | 04    |
| 06   | Kimi Räikkönen       | McLaren-Mercedes | 1:14,659 | 1:14,592 | 05    |
| 07   | Rubens Barrichello   | Ferrari          | 1:15,329 | 1:14,716 | 06    |
| 08   | Takuma Satō          | BAR-Honda        | 1:17,931 | 1:14,827 | 07    |
| 09   | David Coulthard      | McLaren-Mercedes | 1:14,728 | 1:14,951 | 08    |
| 10   | Juan Pablo Montoya   | Williams-BMW     | 1:15,029 | 1:15,039 | 09    |
| 11   | Giancarlo Fisichella | Sauber-Petronas  | 1:14,814 | 1:15,352 | 10    |
| 12   | Mark Webber          | Jaguar-Cosworth  | 1:16,161 | 1:15,725 | 11    |
| 13   | Olivier Panis        | Toyota           | 1:15,125 | 1:15,859 | 13    |
| 14   | Christian Klien      | Jaguar-Cosworth  | 1:16,379 | 1:15,919 | 14    |
| 15   | Cristiano da Matta   | Toyota           | 1:15,738 | 1:16,169 | 15    |
| 16   | Felipe Massa         | Sauber-Petronas  | 1:15,436 | 1:16,248 | 16    |
| 17   | Nick Heidfeld        | Jordan-Ford      | 1:16,914 | 1:16,488 | 17    |
| 18   | Giorgio Pantano      | Jordan-Ford      | 1:17,674 | 1:17,443 | 18    |
| 19   | Zsolt Baumgartner    | Minardi-Cosworth | 1:20,468 | 1:20,060 | 19    |
| 20   | Gianmaria Bruni      | Minardi-Cosworth | 1:20,740 | 1:20,112 | 20    |

Anmerkungen
1. ↑  Ralf Schumacher erhielt aufgrund eines Motorenwechsels eine Startplatzstrafe von zehn Plätzen.
2. ↑  Panis startete das Rennen aus der Boxengasse, da an seinem Wagen Teile getauscht wurden, als er unter Parc-fermé-Bedingungen stand.

### Rennen
| Pos. | Fahrer               | Konstrukteur     | Runden | Stopps | Zeit        | Start | Schnellste Runde |
| ---- | -------------------- | ---------------- | ------ | ------ | ----------- | ----- | ---------------- |
| 01   | Jarno Trulli         | Renault          | 77     | 2      | 1:45:46,601 | 01    | 1:14,870 (22.)   |
| 02   | Jenson Button        | BAR-Honda        | 77     | 2      | + 0,497     | 02    | 1:15,220 (40.)   |
| 03   | Rubens Barrichello   | Ferrari          | 77     | 2      | + 1:15,766  | 06    | 1:15,763 (16.)   |
| 04   | Juan Pablo Montoya   | Williams-BMW     | 76     | 2      | + 1 Runde   | 09    | 1:15,395 (41.)   |
| 05   | Felipe Massa         | Sauber-Petronas  | 76     | 2      | + 1 Runde   | 16    | 1:17,151 (23.)   |
| 06   | Cristiano da Matta   | Toyota           | 76     | 3      | + 1 Runde   | 15    | 1:16,232 (22.)   |
| 07   | Nick Heidfeld        | Jordan-Ford      | 75     | 3      | + 2 Runden  | 17    | 1:18,262 (35.)   |
| 08   | Olivier Panis        | Toyota           | 74     | 2      | + 3 Runden  | Box   | 1:16,494 (57.)   |
| 09   | Zsolt Baumgartner    | Minardi-Cosworth | 71     | 2      | + 6 Runden  | 19    | 1:21,886 (02.)   |
| 10   | Ralf Schumacher      | Williams-BMW     | 69     | 2      | + 8 Runden  | 12    | 1:17,588 (18.)   |
| –    | Michael Schumacher   | Ferrari          | 45     | 1      | DNF         | 04    | 1:14,439 (23.)   |
| –    | Fernando Alonso      | Renault          | 41     | 1      | DNF         | 03    | 1:15,226 (23.)   |
| –    | Kimi Räikkönen       | McLaren-Mercedes | 27     | 1      | DNF         | 05    | 1:16,203 (15.)   |
| –    | Gianmaria Bruni      | Minardi-Cosworth | 15     | 0      | DNF         | 20    | 1:21,592 (10.)   |
| –    | Giorgio Pantano      | Jordan-Ford      | 12     | 0      | DNF         | 18    | 1:19,415 (10.)   |
| –    | Mark Webber          | Jaguar-Cosworth  | 11     | 0      | DNF         | 11    | 1:17,466 (11.)   |
| –    | Takuma Satō          | BAR-Honda        | 2      | 0      | DNF         | 07    | 1:21,368 (02.)   |
| –    | David Coulthard      | McLaren-Mercedes | 2      | 0      | DNF         | 08    | 1:20,560 (02.)   |
| –    | Giancarlo Fisichella | Sauber-Petronas  | 2      | 0      | DNF         | 10    | 1:20,804 (02.)   |
| –    | Christian Klien      | Jaguar-Cosworth  | 0      | 0      | DNF         | 14    | –                |

## WM-Stände nach dem Rennen
Die ersten acht jedes Rennens bekamen 10, 8, 6, 5, 4, 3, 2 bzw. 1 Punkt(e).

### Fahrerwertung
| Pos. | Fahrer             | Konstrukteur     | Punkte |
| ---- | ------------------ | ---------------- | ------ |
| 01   | Michael Schumacher | Ferrari          | 50     |
| 02   | Rubens Barrichello | Ferrari          | 38     |
| 03   | Jenson Button      | BAR-Honda        | 32     |
| 04   | Jarno Trulli       | Renault          | 31     |
| 05   | Juan Pablo Montoya | Williams-BMW     | 23     |
| 06   | Fernando Alonso    | Renault          | 21     |
| 07   | Ralf Schumacher    | Williams-BMW     | 12     |
| 08   | Takuma Satō        | BAR-Honda        | 8      |
| 09   | Felipe Massa       | Sauber-Petronas  | 5      |
| 10   | David Coulthard    | McLaren-Mercedes | 4      |

| Pos. | Fahrer               | Konstrukteur     | Punkte |
| ---- | -------------------- | ---------------- | ------ |
| 11   | Cristiano da Matta   | Toyota           | 3      |
| 12   | Giancarlo Fisichella | Sauber-Petronas  | 2      |
| 13   | Nick Heidfeld        | Jordan-Ford      | 2      |
| 14   | Olivier Panis        | Toyota           | 1      |
| 15   | Kimi Räikkönen       | McLaren-Mercedes | 1      |
| 16   | Mark Webber          | Jaguar-Cosworth  | 1      |
| 17   | Zsolt Baumgartner    | Minardi-Cosworth | 0      |
| 18   | Christian Klien      | Jaguar-Cosworth  | 0      |
| 19   | Giorgio Pantano      | Jordan-Ford      | 0      |
| 20   | Gianmaria Bruni      | Minardi-Cosworth | 0      |

### Konstrukteurswertung
| Pos. | Konstrukteur    | Punkte |
| ---- | --------------- | ------ |
| 01   | Ferrari         | 88     |
| 02   | Renault         | 52     |
| 03   | BAR-Honda       | 40     |
| 04   | Williams-BMW    | 35     |
| 05   | Sauber-Petronas | 7      |

| Pos. | Konstrukteur     | Punkte |
| ---- | ---------------- | ------ |
| 06   | McLaren-Mercedes | 5      |
| 07   | Toyota           | 4      |
| 08   | Jordan-Ford      | 2      |
| 09   | Jaguar-Cosworth  | 1      |
| 10   | Minardi-Cosworth | 0      |